# Iliad-Gletscher
Der Iliad-Gletscher ist ein Gletscher, der vom zentralen Hochland auf der Anvers-Insel im Palmer-Archipel zwischen der Achaean Range und der Trojan Range zur Lapeyrère-Bucht fließt.
Eine Vermessung des Gletschers führte der Falkland Islands Dependencies Survey im Jahr 1955 durch. Das UK Antarctic Place-Names Committee benannte ihn 1957 nach Homers Ilias (englisch Iliad).